# Авалос, Энрике
Рафаэль Энрике Авалос (исп. Rafael Enrique Ávalos; 1922, Парагвай — неизвестно) — парагвайский футболист, нападающий. Участник чемпионата мира 1950 года, двукратный серебряный призёр чемпионата Южной Америки 1947 и 1949 годов.

## Биография
Энрике Авалос родился в 1922 году.
Играл в футбол на позиции нападающего. В 1950 году выступал в чемпионате Парагвая за «Серро Портеньо» из Асунсьона и завоевал в его составе золотую медаль.
Впоследствии играл в чемпионате Колумбии. В 1951—1953 годах защищал цвета «Депортиво Перейра», в 1954 году — «Атлетико Манисалес». В составе «Депортиво Перейра» в сезоне-52 выиграл бронзовую медаль.
В 1947—1956 годах играл за сборную Парагвая.
В 1947 году завоевал серебряную медаль чемпионата Южной Америки в Гуаякиле. Провёл 4 матча, забил 1 гол.
В 1949 году завоевал серебряную медаль чемпионата Южной Америки в Бразилии. Провёл 5 матчей, забил 1 гол.
В 1950 году вошёл в состав сборной Парагвая на чемпионате мира в Бразилии, где она не вышла из группы. Полностью отыграл оба матча против сборных Швеции (2:2) и Италии (0:2). 
Дата смерти неизвестна.

## Достижения

### Командные
Серро Портеньо (Асунсьон)
- Чемпион Парагвая (1): 1950.

Депортиво Перейра
- Бронзовый призёр чемпионата Колумбии (1): 1952.

Сборная Парагвая
- Серебряный призёр чемпионата Южной Америки (2): 1947, 1949.